# Lettere d'uomini oscuri

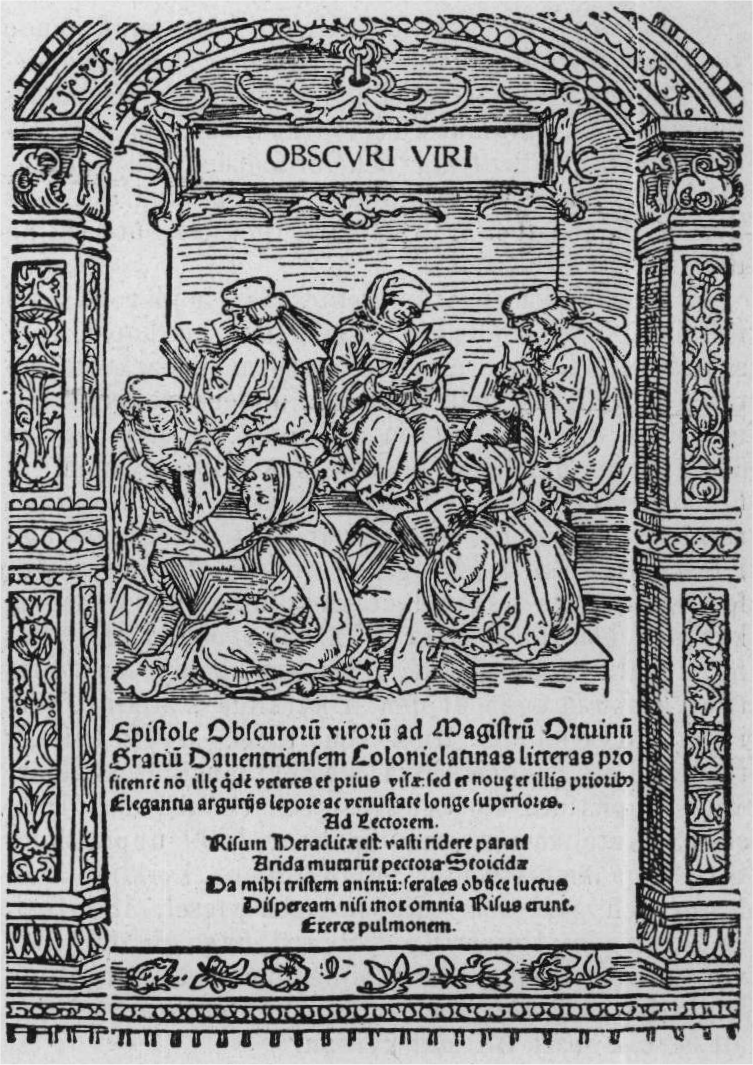
Copertina

Le Lettere d'uomini oscuri (in tedesco: Dunkelmännerbriefe; in latino: Epistolae obscurorum virorum) sono una raccolta satirica di false lettere in latino del 1515, con la quale gli umanisti tedeschi mettevano in ridicolo la Scolastica, all'epoca ancora ampiamente diffusa nelle università, e stigmatizzavano la vita sregolata del clero. Le pubblicazioni parrebbero da attribuire alla bottega di Peter Schöffer.

## Contesto storico
Occasione delle Lettere d'uomini oscuri fu la disputa tra i domenicani coloniesi con l'ebraista Johannes Reuchlin sulla questione se le scritture ebraiche, e specialmente il Talmud, dovessero andare al rogo oppure no. A spendersi in favore del divieto e del rogo dei testi sacri fu soprattutto Johannes Pfefferkorn, un ebreo converso, mentre Reuchlin si batteva per la loro preservazione. La contesa ebbe inizio nel 1511 e si sviluppò in gran parte in forma scritta: allo Handtspiegel di Pfefferkorn rispose l'Augenspiegel di Reuchlin. La polemica montò con lo schierarsi di gran parte della classe colta tedesca con l'una o l'altra fazione: i domenicani e i teologi scolastici appoggiando Pfefferkorn (tra costoro Grazio, l'inquisitore Hoogstraten e la Sorbona), Reuchlin ricevendo l'appoggio di alcuni dei più rinomati umanisti di Germania (Hutten, Rubiano, Rufo, Hesso). In questa cerchia emersero alcune lettere che Reuchlin pubblicò nel 1514 sotto il titolo di Clarorum virorum epistolae («Lettere d'uomini illustri»), con prefazione del pronipote Filippo Melantone.
Appunto a questo titolo alludono le Epistolae obscurorum virorum pubblicate anonime ai primi d'ottobre 1515 e in edizione ampliata nel 1516 (si riteneva presso il tipografo Heinrich Gran di Haguenau). Il primo volume conteneva quarantuno lettere, alle quali la nuova edizione ne aggiunse altre sette in appendice; una seconda raccolta di sessantadue lettere vide la luce nel 1517. Come maggior autore della prima parte è accreditato Croto Rubiano, membro del circolo umanistico che si raccoglieva a Erfurt intorno a Muziano Rufo. La seconda parte è attribuita principalmente a Ulrich von Hutten; un minor contributo è riconosciuto a Hermann von dem Busche, proveniente dall'ambiente universitario lipsiano.

## Contenuto
L'opera raccoglie lettere fittizie che alcuni domenicani di Erfurt, Lipsia e altre città tedesche avrebbero scritto soprattutto a Grazio, parte per chiedergli consiglio, parte per offrirgli solidarietà nella disputa con Reuchlin. Per forma e contenuto le lettere fungono chiaramente da autosmascheramento degli autori coinvolti. Ad esempio vi domina un latino maccheronico tempestato d'errori e vi si azzardano alla maniera scolastica astruse ricostruzioni etimologiche di termini latini.
Per attaccare il clero, vengono discusse in dettaglio anche avventure amorose e festini. Rispetto ai superiori degli ordini, i baccalaureati si mostrano particolarmente devoti e zelanti. Il corso dell'affare Reuchlin, che procede in modo non certo soddisfacente per i domenicani, è seguito con preoccupazione; ci si consola però almeno pensando che, quand'anche il papa decidesse in favore di Reuchlin, si potrebbe affrontare l'emergenza in un concilio.
L'università di Vienna è indicata come la roccaforte dell'umanesimo («vi sono più reuchliniani qui che in ogni altra università»): tra questi si contano infatti il rettore dell'epoca (semestre invernale 1516-1517) Vadiano, Collimizio, Cuspiniano e altri.

## Recezione
Nel 1520 Leone X vietò la diffusione ulteriore delle Epistolae. Alcuni dei domenicani oggetto di parodia non avevano riconosciuto il carattere satirico dell'opera e, al contrario, approvarono le posizioni ivi rappresentate in modo spropositato. Umanisti più moderati come Erasmo e Moro elogiarono invece lo spirito arguto dello scritto, non accettando però l'esasperata polarizzazione delle parti emergente soprattutto dai passi attribuiti a Hutten. Lutero, che ne faceva una questione di serietà del contegno nella critica antiromana, giudicò poco divertente la satira e definì l'anonimo estensore un «Giansalsiccia». Come autori furono sospettati dapprima lo stesso Reuchlin, poi Erasmo e Hutten; Reuchlin e Hutten però smentirono subito. Secondo Kampschulte e Strauß fu Rubiano il principale ideatore delle Lettere. Nel 1875 apparve la prima traduzione in tedesco.

## Edizioni e traduzioni
- (LA) Epistolae obscurorum virorum ad venerabilem virum magistrum Ortvinum Gratium Daventriensem Coloniae Agrippinae bonas litteras docentem: varijs et locis et temporibus missae: ac demum in volumen coactae. In Venetia impressum ad impressoria Aldi Minutij: anno quo supra etiam cavisatum est ut in alijs ne quis audeat post nos impressare per decennium per illustrissimum principem Venetianorum., Haguenau, Gran [fittizio], 1515.
- (LA) Epistole obscurorum virorum ad magistrum Ortvinum Gratium Daventriensem Colonie latinas litteras profitentem non illae quidem veteres et prius visae: sed et novae et illis prioribus elegantia argutijis lepore ac venustate longe superiores. Ad lectorem. Risum Heraclitae est: vasti ridere parati arida mutarunt pectora Stoiciae. Da mihi tristem animum: fetalis obijce luctus. Dispeream nisi mox omnia risus erunt. Exerce pulmonem. Impressum Romanae Curie., Colonia, Neuss [fittizio], 1517.
- (LA) Epistolae obscurorum virorum. Dialogus ex obscurorum virorum salibus cribratus. Adversariorum scripta. Defensio Ioannis Pepericorni contra famosas et criminales obscurorum virorum epistolas. Ortvini Gratii lamentationes obscurorum virorum. Uno volumine comprehensa [editio minor], Lipsia, Teubner, 1869.
- (LA) Aloys Bömer (a cura di), Epistolae obscurorum virorum, Heidelberg, Weissbach, 1924.
- (LA)  (DE) Hedwig Heger (a cura di), Epistolae obscurorum virorum, in Spätmittelalter, Humanismus, Reformation. Texte und Zeugnisse, vol. 2, Monaco di Baviera, Beck, 1978.
- (LA)  (DE) Franz Wachinger, Prosa und Dichtung der Renaissance, Bamberg, Buchner, 2001.
- Lettere d'uomini oscuri, collana BUR, traduzione di Cesare De Marchi, Milano, Rizzoli, 2004. URL consultato il 27 agosto 2019.